# Tadashi Sawashima
Tadashi Sawashima (沢島 忠, Sawashima Tadashi) est un réalisateur et metteur en scène japonais, né le 19 mai 1926 à Higashiōmi et mort le 27 janvier 2018 à Tokyo.

## Biographie
Tadashi Sawashima entre en 1950 à la Toyoko Eiga (ja), une société qui deviendra la Tōei en 1951 à la suite d'une fusion avec d'autres entreprises, il travaille comme assistant réalisateur auprès de Masahiro Makino et Kunio Watanabe. Il réalise son premier film, Ninjutsu gozen-jiai en 1957,.
Il a réalisé 49 films et écrit 9 scénarios entre 1957 et 1977.

### Vie privée
Tadashi Sawashima s'est marié à la scénariste Fukuko Takamatsu (ja) en 1955.

## Filmographie sélective

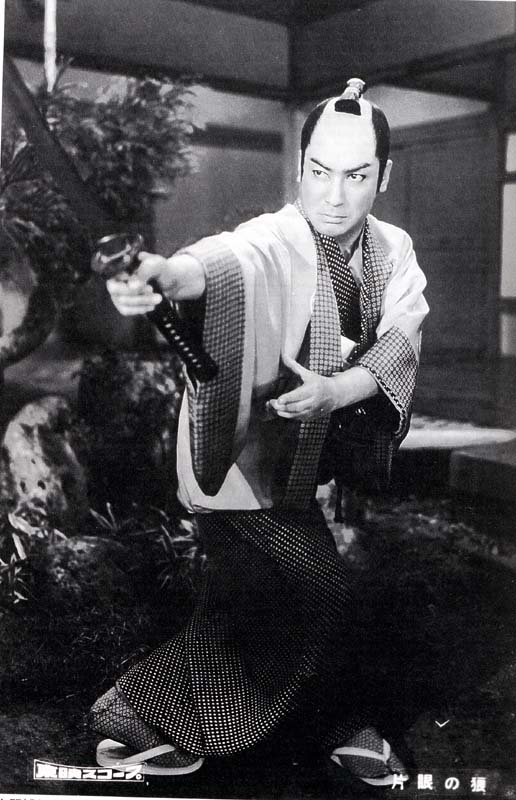
Ryūtarō Ōtomo dans Umon torimonochō: Katame no ōkami (1959).

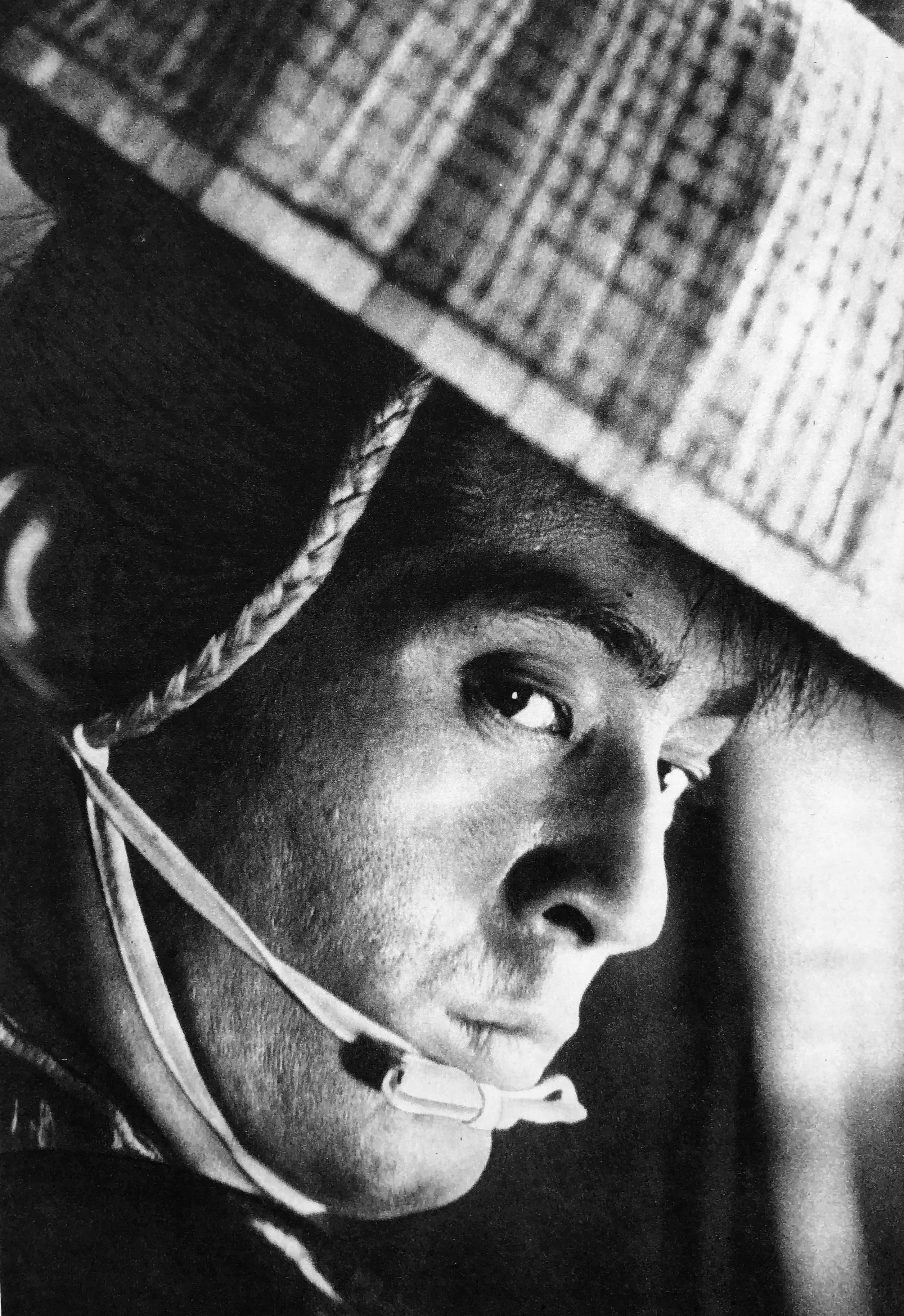
Tatsuya Nakadai dans Matatabi san-nin yakuza (1965).

La mention « +scénariste » indique que Tadashi Sawashima est aussi auteur du scénario.

### Années 1950
- 1957 : Ninjutsu gozen-jiai (忍術御前試合?)
- 1958 : Edo no meibutsu otoko: Isshin Tasuke (江戸の名物男 一心太助?)
- 1958 : Hibari torimonochō: Kanzashi koban (ひばり捕物帖 かんざし小判?)
- 1958 : Tonosama Yajikita: Kaidan dōchū (殿さま弥次喜多 怪談道中?)
- 1958 : Wakagimi senryō kasa (若君千両傘?)
- 1958 : Isshin Tasuke: Tenka no ichidaiji (一心太助 天下の一大事?)
- 1958 : Wakasama samurai torimonochō: Benizuru yashiki (若さま侍捕物帖 紅鶴屋敷?)
- 1959 : Tonosama Yajikita: Torimono dōchū (殿さま弥次喜多 捕物道中?)
- 1959 : Umon torimonochō: Katame no ōkami (右門捕物帖 片眼の狼?)
- 1959 : Osome hisamatsu: Soyokaze higasa (お染久松 そよ風日傘?)
- 1959 : Edokko hangan to furisode kozō (江戸っ子判官とふり袖小僧?)
- 1959 : Isshin Tasuke: Otoko no naka no otoko ippiki (一心太助 男の中の男一匹?)

### Années 1960
- 1960 : Tonosama Yajikita (殿さま弥次喜多?)
- 1960 : Umon torimonochō: Jigoku no kazaguruma (右門捕物帖 地獄の風車?)
- 1960 : Hibari no mori no Ishimatsu (ひばりの森の石松?)
- 1960 : Abarenbō kyōdai (暴れん坊兄弟?)
- 1960 : Kaizoku bahansen (海賊八幡船?)
- 1960 : Mori no Ishimatsu oniyori kowai (森の石松鬼より怖い?)
- 1961 : Iemitsu to Hikoza to isshin Tasuke (家光と彦左と一心太助?)
- 1961 : Fuji ni tatsu wakamusha (富士に立つ若武者?)
- 1961 : Hakubajō no hanayome (白馬城の花嫁?)
- 1961 : Mito Kōmon: Suke-san Kaku-san ōabare (水戸黄門 助さん格さん大暴れ?)
- 1961 : Wakasama samurai torimonochō: Kuroi tsubaki (若さま侍捕物帳 黒い椿?)
- 1962 : Hibari Chiemi no Yajikita dōchūki (ひばり・チエミの弥次喜多道中記?) +scénariste
- 1962 : Oedo hyobanji: Binan no kaoyaku (大江戸評判記 美男の顔役?)
- 1962 : Sararīman isshin Tasuke (サラリーマン一心太助?)
- 1962 : Yoidore musōken (酔いどれ無双剣?)
- 1963 : Hibari Chiemi no oshidori senryō gasa (ひばり・チエミのおしどり千両傘?)
- 1963 : Isshin Yasuke: Otoko ippiki dōchūki (一心太助 男一匹道中記?) +scénariste
- 1963 : Jinsei gekijō: Hisha kaku (人生劇場 飛車角?)
- 1963 : Jinsei gekijō: Zoku hisha kaku (人生劇場 続飛車角?)
- 1963 : Ore wa samurai da inochi: o kakeru sannin (おれは侍だ 命を賭ける三人?)
- 1963 : Okashina yatsu (おかしな奴?)
- 1964 : Jinsei gekijō: Shin hisha kaku (人生劇場 新・飛車角?)
- 1964 : Kanchō (間諜?) +scénariste
- 1965 : Irezumi hangan (いれずみ判官?) +scénariste
- 1965 : Matatabi san-nin yakuza (股旅三人やくざ?)
- 1966 : Noren ichidai: Jōkyō (のれん一代 女侠?)
- 1966 : L'Or des samouraïs (冒険大活劇 黄金の盗賊, Bōken dai katsugeki: Ōgon no tōzoku?)
- 1968 : Kitahotaka zesshō (北穂高絶唱?)
- 1969 : Boruneo taishō: Sekidō ni kakeru (ボルネオ大将 赤道に賭ける?)
- 1969 : Shinsen gumi (新選組?)

### Années 1970
- 1971 : Maboroshi no satsui (幻の殺意?) +scénariste
- 1971 : Onna no hanamichi (女の花道?) +scénariste
- 1977 : Kyojin-gun monogatari: Susume eikō e (巨人軍物語 進め!!栄光へ?) +scénariste

## Distinctions
- 2017 : prix spécial pour l'ensemble de sa carrière aux Japan Academy Prize[1],[3]